# Рік Мітчелл
Рік Мітчелл  (англ. Rick Mitchell, 24 березня 1955 — 30 травня 2021) — австралійський легкоатлет, олімпійський медаліст.

## Виступи на Олімпіадах
| Олімпіада         | Дисципліна              | Місце     |
| ----------------- | ----------------------- | --------- |
| Монреаль 1976     | біг на 200 метрів       | 1 h2 r1/4 |
| Монреаль 1976     | біг на 400 метрів       | 6         |
| Монреаль 1976     | естафета 4 x 400 метрів | 5 h2 r1/2 |
| Москва 1980       | біг на 400 метрів       | 2         |
| Лос-Анджелес 1984 | естафета 4 x 400 метрів | 4         |